# Quasi-pochodna
Quasi-pochodna – jedno z uogólnień pochodnej funkcji między przestrzeniami Banacha. Quasi-pochodną można postrzegać jako silniejszą wersję pojęcia pochodnej Gâteaux, lecz z kolei słabsze niż pochodna Frécheta (w sensie opisanym niżej).

## Definicja
Niech {\displaystyle f\colon A\to F} będzie funkcją ciągłą ze zbioru otwartego {\displaystyle A} z przestrzeni Banacha {\displaystyle E} w inną przestrzeń Banacha {\displaystyle F.} Quasi-pochodną funkcji {\displaystyle f} w punkcie {\displaystyle x_{0}\in A} nazywa się przekształcenie liniowe {\displaystyle u\colon E\to F} o następującej własności:
dla każdej funkcji ciągłej {\displaystyle g\colon [0,1]\to A,} przy czym {\displaystyle g(0)=x_{0},} takiej, że istnieje {\displaystyle g'(0)\in E} zachodzi
{\displaystyle \lim _{t\to 0^{+}}~{\frac {f(g(t))-f(x_{0})}{t}}=u(g'(0)).}
Jeżeli takie przekształcenie liniowe {\displaystyle u} istnieje, to funkcję {\displaystyle f} nazywa się quasi-różniczkowalną w punkcie {\displaystyle x_{0}.}

## Własności
Założenie ciągłości {\displaystyle u} jest zbędne, gdyż wynika z definicji. Jeżeli {\displaystyle f} jest różniczkowalna w sensie Frécheta w punkcie {\displaystyle x_{0},} to na mocy reguły łańcuchowej {\displaystyle f} jest również quasi-różniczkowalna, a jej quasi-pochodna w punkcie {\displaystyle x_{0}} jest równa pochodnej Frécheta w tym punkcie. Implikacja odwrotna zachodzi, o ile tylko {\displaystyle E} jest skończonego wymiaru. Jeżeli {\displaystyle f} jest quasi-różniczkowalna, to jest ona także różniczkowalna w sensie Gâteaux, a jej pochodna Gâteaux jest równa quasi-pochodnej tej funkcji.

## Literatura
- Dieudonné, J: Foundations of modern analysis. Academic Press, 1969. Brak numerów stron w książce